# Українсько-колумбійські відносини
Українсько-колумбійські відносини — відносини між Україною та Республікою Колумбія.
Колумбія визнала незалежність України 27 травня 1992 року. Дипломатичні відносини між країнами було встановлено 18 серпня 1992 року.
Інтереси громадян України в Колумбії захищає Посольство України в Перу, а інтереси громадян Колумбії в Україні — Посольство Республіки Колумбія в Польщі. Також діють Почесне консульство України в Колумбії (з 2012) та Почесне консульство Колумбії в Україні (з 2002). Між країнами діє безвізовий режим.
В 2022 році Колумбія рішуче засудила напад Росії на Україну, підтримавши також відповідні резолюції ООН, зокрема ті, що стосувалися призупинення права членства Російської Федерації в Раді ООН з прав людини та у Всесвітній туристичній організації. Крім того уряд Колумбії виділив 200 тис. дол. США на гуманітарні цілі в Україні. Серед іноземних добровольців у ЗСУ найбільше колумбійців.

## Політика
Палата Представників Конгресу Колумбії засудила Голодомор в Україні 1932-33 років, як акт геноциду українського народу (резолюція № 079 від 10.12.2007 р.).
Сенат Конгресу Колумбії засудив порушення територіальної цілісності, суверенітету та незалежності України через військову агресію Росії, а також визнав Голодомор в Україні 1932-1933 рр. геноцидом та злочином проти людяності (заява № 125 від 9.11.2022 р.).
Колумбія підтримує суверенітет і територіальну цілісність України на міжнародній арені. Колумбійська делегація голосувала «за» резолюцію ГА ООН 68/262 “Територіальна цілісність України” від 27 березня 2014 р.
24 лютого 2022 р. Президент Колумбії Іван Дуке Маркес рішуче засудив навмисний і невиправданий напад Росії на Україну, наголосивши, що ця агресія загрожує не лише суверенітету України, а й миру у всьому світі.
2 березня 2022 р. Колумбія проголосувала «за» резолюцію ГА ООН “Агресія проти України”.
Колумбія підтримала резолюції ГА ООН "Гуманітарні наслідки агресії проти України" від 24 березня 2022 р. та "Призупинення права членства Російської Федерації в Раді ООН з прав людини" від 7 квітня 2022 р.
21 квітня 2022 р. Колумбія підтримала рішення про припинення статусу постійного спостерігача РФ при ОАД, а 27 квітня 2022 р. - рішення про припинення членства РФ у Всесвітній туристичній організації.
26 травня 2022 р. Колумбія проголосувала “за” резолюцію Асамблеї Всесвітньої організації охорони здоров’я «Надзвичайна ситуація в галузі охорони здоров'я в Україні та країнах, які приймають та розміщують біженців, що виникла внаслідок агресії Російської Федерації».
Колумбія проголосувала "за" резолюції ГА ООН «Територіальна цілісність України: захист принципів Статуту ООН» від 12 жовтня 2022 р., «Сприяння відшкодуванню за агресію проти України» від 14 листопада 2022 р. та «Принципи Статуту ООН, що лежать в основі всеохоплюючого, справедливого та сталого миру в Україні» від 23 лютого 2023 р. і стала її співавтором.
У березні та травні 2022 р. уряд Колумбії через Агенцію ООН з питань біженців (ACNUR) виділив на гуманітарні цілі Україні допомогу на загальну суму у 200 тис.дол.США.

## Торгівля
У 2021 р. обсяг двосторонньої торгівлі між Україною та Колумбією склав 312,320 млн. дол. США. Обсяг українського експорту становив 226,507 млн. дол., імпорту – 85,813 млн. дол. США. Позитивне для України сальдо склало 140,694 млн. дол. США.
У 2021 р. обсяги двосторонньої торгівлі послугами з Колумбією склали 1,483 млн. дол. США. Експорт українських послуг становив – 752,2 тис. дол. США, імпорт – 730,8 тис. дол. США. Основні види українського експорту послуг: ділові послуги та послуги, пов’язані з подорожами, послуги у сфері телекомунікації, комп'ютерні та інформаційні послуги.
У 2022 р. обсяг двосторонньої торгівлі між Україною та Колумбією склав 141,750 млн. дол. США. Обсяг українського експорту становив 26,553 млн. дол., імпорту – 115,197 млн. дол. США. Негативне для України сальдо склало 88,644 млн. дол. США.
Основні групи товарів експорту: 
- чорні метали,
- вироби з чорних металів,
- ректори ядерні,
- котли,
- машини,
- продукцiя борошномельно-круп'яної промисловості,
- одяг та додаткові речі до одягу,
- текстильні,
- сірка;
- землі та каміння.

Основні групи товарів імпорту: 
- палива мінеральні, нафта і продукти її перегонки,
- їстівні плоди та горіхи,
- кава, чай,
- різноманітна хімічна продукція,
- живі дерева та інші рослини,
- шкури,
- чорні метали.[3]